# Stazione meteorologica di Pavullo nel Frignano
La stazione meteorologica di Pavullo nel Frignano è la stazione meteorologica di riferimento relativa alla località di Pavullo nel Frignano. Per alcuni anni la stazione meteorologica ha fatto parte della rete di stazioni del Servizio Meteorologico dell'Aeronautica Militare e dell'Organizzazione Meteorologica Mondiale.

## Storia
La stazione meteorologica venne attivata come osservatorio di montagna nel 1882, entrando a far parte della rete di stazioni dell'Ufficio Centrale di Meteorologia.
Nel corso del Novecento la stazione termopluviometrica ha fornito i propri dati anche al Ministero dei lavori pubblici per la compilazione degli annali idrologici del compartimento di Parma.
Tra il 2 luglio 1946 e il maggio 1958 la stazione meteorologica, ubicata all'epoca presso Villa Caselgrandi a 736 metri s.l.m., fece parte della rete di stazioni del Servizio Meteorologico dell'Aeronautica Militare, venendo identificata dal codice WMO 16132 (in seguito riassegnato alla stazione automatica DCP di recente attivazione di Bologna) e dal codice ICAO LIPD.
Nel maggio 1958 la stazione meteorologica cessò temporaneamente le osservazioni, per poi essere riattivata il 1º luglio 1958 in una nuova ubicazione al di fuori del centro abitato nei pressi dell'aeroporto, continuando ad operare come stazione climatologica per il servizio idrologico nazionale.
Nel 1990 la stazione meteorologica è passata dal compartimento di Parma a quello di Bologna del Ministero dei Lavori Pubblici ed è entrata a far parte della rete del Servizio Idrometeorologico dell'ARPA Emilia-Romagna, che nel 2004 ha provveduto ad installare una stazione meteorologica automatica.

## Caratteristiche
La stazione meteorologica si trova nell'Italia nord-orientale, in Emilia-Romagna, in provincia di Modena, nel comune di Pavullo nel Frignano, in località Piani di Pavullo, a 687 metri s.l.m. e alle coordinate geografiche 44°19′10.45″N 10°49′41.73″E, presso l'area dell'aeroporto di Pavullo nel Frignano.

## Dati climatologici
In base alla media trentennale di riferimento 1961-1990, la temperatura media del mese più freddo, gennaio, si attesta a +0,9 °C; quella del mese più caldo, luglio, è di +19,3 °C. Mediamente, si contano 110,3 giorni di gelo e 10,1 giorni di ghiaccio all'anno.
Le precipitazioni medie annue fanno registrare il valore di 869,2 mm, con minimo relativo in inverno, picco in autunno e massimo secondario in primavera.
| Pavullo nel Frignano (1961-1990) | Mesi | Mesi | Mesi | Mesi | Mesi | Mesi | Mesi | Mesi | Mesi | Mesi | Mesi | Mesi | Stagioni | Stagioni | Stagioni | Stagioni | Anno  |
| Pavullo nel Frignano (1961-1990) | Gen  | Feb  | Mar  | Apr  | Mag  | Giu  | Lug  | Ago  | Set  | Ott  | Nov  | Dic  | Inv      | Pri      | Est      | Aut      | Anno  |
| -------------------------------- | ---- | ---- | ---- | ---- | ---- | ---- | ---- | ---- | ---- | ---- | ---- | ---- | -------- | -------- | -------- | -------- | ----- |
| T. max. media (°C)               | 5,9  | 7,0  | 10,1 | 13,6 | 18,6 | 22,8 | 25,9 | 25,3 | 21,7 | 16,4 | 10,8 | 6,8  | 6,6      | 14,1     | 24,7     | 16,3     | 15,4  |
| T. media (°C)                    | 0,9  | 2,0  | 5,0  | 8,6  | 12,8 | 16,6 | 19,3 | 18,8 | 15,5 | 10,9 | 5,8  | 2,0  | 1,6      | 8,8      | 18,2     | 10,7     | 9,9   |
| T. min. media (°C)               | −4,1 | −2,9 | −0,1 | 3,6  | 7,0  | 10,5 | 12,7 | 12,2 | 9,3  | 5,4  | 0,8  | −2,9 | −3,3     | 3,5      | 11,8     | 5,2      | 4,3   |
| Giorni di gelo (Tmin ≤ 0 °C)     | 25,0 | 21,0 | 15,9 | 5,7  | 0,7  | 0,1  | 0,0  | 0,0  | 0,1  | 3,9  | 14,1 | 23,8 | 69,8     | 22,3     | 0,1      | 18,1     | 110,3 |
| Giorni di ghiaccio (Tmax ≤ 0 °C) | 3,8  | 2,0  | 1,0  | 0,0  | 0,0  | 0,0  | 0,0  | 0,0  | 0,0  | 0,0  | 0,2  | 3,1  | 8,9      | 1,0      | 0,0      | 0,2      | 10,1  |
| Precipitazioni (mm)              | 53,4 | 53,2 | 71,6 | 93,4 | 80,7 | 71,1 | 58,0 | 69,9 | 79,3 | 86,5 | 88,0 | 64,1 | 170,7    | 245,7    | 199,0    | 253,8    | 869,2 |

## Valori estremi

### Temperature estreme mensili dal 1958 ad oggi
Nella tabella sottostante sono riportate le temperature massime e minime assolute mensili, stagionali ed annuali dal 1958 ad oggi, con il relativo anno in cui queste sono state registrate. La massima assoluta del periodo esaminato di +37,2 °C è del luglio 1983, mentre la minima assoluta di -26,4 °C risale al gennaio 1985.
| Pavullo nel Frignano (1958-2023) | Mesi         | Mesi         | Mesi         | Mesi        | Mesi        | Mesi        | Mesi        | Mesi        | Mesi        | Mesi        | Mesi         | Mesi         | Stagioni | Stagioni | Stagioni | Stagioni | Anno  |
| Pavullo nel Frignano (1958-2023) | Gen          | Feb          | Mar          | Apr         | Mag         | Giu         | Lug         | Ago         | Set         | Ott         | Nov          | Dic          | Inv      | Pri      | Est      | Aut      | Anno  |
| -------------------------------- | ------------ | ------------ | ------------ | ----------- | ----------- | ----------- | ----------- | ----------- | ----------- | ----------- | ------------ | ------------ | -------- | -------- | -------- | -------- | ----- |
| T. max. assoluta (°C)            | 23,4 (2007)  | 22,0 (2020)  | 26,0 (1993)  | 26,0 (2011) | 31,6 (2009) | 35,5 (2019) | 37,2 (1983) | 36,9 (2017) | 32,2 (1982) | 28,5 (2011) | 24,0 (1981)  | 22,6 (1994)  | 23,4     | 31,6     | 37,2     | 32,2     | 37,2  |
| T. min. assoluta (°C)            | −26,4 (1985) | −22,0 (1963) | −21,0 (1963) | −8,8 (1962) | −5,2 (1979) | −0,8 (1962) | 3,8 (1969)  | 3,5 (1969)  | −1,9 (1964) | −6,6 (1971) | −19,0 (1988) | −19,8 (1963) | −26,4    | −21,0    | −0,8     | −19,0    | −26,4 |